# Nanyue
Nanyue (南越S, NányuèP; cantonese: Nām4yūd6) fu un antico regno che comprendeva parti delle moderne province cinesi del Guangdong, del Guangxi, dello Yunnan e gran parte del moderno Vietnam settentrionale. Il regno fu fondato dal generale Han Zhao Tuo (趙佗T, Zhào TuōP; cantonese: Zīu6 Tō4) della Dinastia Qin, che assimilò i costumi dei popoli Yue e della Cina centrale nel suo territorio. La sua capitale era chiamata Pānyú (番禺S), dove sorge l'odierna Canton, Cina. Nel Vietnam, il nome Dinastia Triệu (basato sulla pronuncia vietnamita del cognome Zhào) si usa in riferimento alla stirpe dei re di Nanyue, e per estensione all'era del governo e del regno di Nanyue.

## Storia
La storia di Nányuè fu scritta nelle Memorie storiche dello storico della Dinastia Han Sima Qian, tra il 109 a.C. e il 91 a.C.
Dopo che il primo imperatore della Cina Qin Shi Huang ebbe unificato il paese conquistando tutti i sei regni nel 219 a.C., ordinò ai suoi generali di conquistare le regioni degli attuali Guangdong e Guangxi. La conquista fu completata nel 214 a.C. Fu formata una nuova unità amministrativa, il Comando di Nánhǎi (南海郡), per governare l'area, che corrispondeva approssimativamente all'odierno Guangdong. A Zhào Tuō fu affidato l'incarico di dirigere un Lóngchuān (龍川), un posto strategico dell'esercito. Egli chiese allora a Qin Shi Huang di inviare 500 000 persone dalla Cina centrale a Nánhǎi per assimilare tra loro la cultura Yuè e quella della Cina centrale.

### Fondazione
Dopo la morte di Qin Shi Huang, un'ondata di sommosse anti-Qin dilagò in tutta la Cina centrale e la Dinastia Qin presto capitolò. Nel 208 a.C., il capo del Comando di Nánhǎi, Rén Xiāo (任囂), nominò Zhào Tuō come suo successore, suggerendogli di fondare una nazione nel sud e di trarre vantaggio dal confine montuoso con la Cina settentrionale. Zhao presto rafforzò le difese nei passi di montagna del nord e sostituì gli ufficiali Qin con i propri seguaci. Nel 203 a.C., conquistò altri due comandi, Guìlín (桂林郡, approssimativamente il Guangxi) ed "Elefante" Xiàng (象郡, approssimativamente lo Yunnan, il Vietnam settentrionale e centrale), a sud della montagna. Nacque così il nuovo regno di Nányuè, con Pānyú come capitale; Zhào Tuō si proclamò Wǔ Wáng (武王, lett. "re marziale") di Nányuè.
Liu Bang, dopo anni di guerra con i suoi rivali, fondò la Dinastia Han e riunificò la Cina centrale nel 202 a.C. Liu e i suoi successori adottarono una politica di pace, per dare all'impero il tempo di rigenerarsi. Nel 211 a.C., l'imperatore Liu inviò Lù Jiǎ (陸賈) a Nányuè per nominare Zhào Tuō re di Nányuè. Furono stabilite relazioni commerciali al confine tra Nányuè e il regno Han di Changsha. Sebbene formalmente fosse uno stato soggetto agli Han, Nányuè conservò un'ampia misura di autonomia effettiva.
Dopo la morte di Liu Bang nel 195 a.C., il governo fu posto nelle mani di sua moglie, l'imperatrice di Lǚ (呂后). Il re di Changsha chiese a Lǚ di bloccare il commercio tra il suo regno e quello di Nányuè, preparandosi infine a conquistarlo. Zhào Tuō era adirato e si sentiva isolato. Per vendicarsi, egli si proclamò allora imperatore di Nányuè, attaccò il regno di Changsha e ritornò quindi a Nányuè. Lǚ mandò il generale Zào (灶) a punire Zhào Tuō. Il tempo torrido ed umido fece ammalare i soldati e rese l'esercito incapace di andare a sud delle montagne, costringendolo infine a ritirarsi. Grazie al successo militare, Zhào Tuō riunificò lo stato circostante di Mǐnyuè (閩越) ad est e di Ōuluò (甌雒) ad ovest, che divennero regni sottomessi a Nányuè. Per rappresaglia, l'imperatrice sterminò il clan di Zhào tra gli Han e danneggiò la tomba dei suoi antenati.

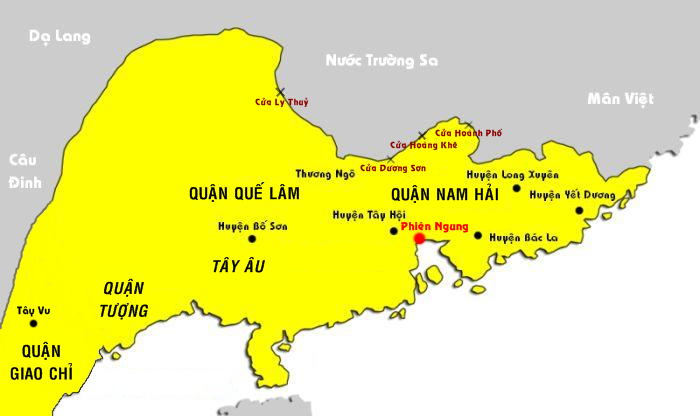
Nányuè (203 a.C.).

Nel 179 a.C., Liu Heng ascese al titolo di imperatore degli Han. Egli rovesciò la politica dell'imperatrice nei confronti di Zhào Tuō. Ordinò ai suoi ufficiali di visitare la città della famiglia di Zhào, Zhēndìng (真定), di presidiarla e di fare regolarmente offerte agli antenati del sovrano di Nányuè. Il primo ministro di Liu Heng, Chén Píng (陳平), suggerì quindi di inviare Lù Jiǎ a Nányuè, in quanto lui e Zhào Tuō erano tra loro in rapporti familiari. Zhào si mostrò sorpreso dell'arrivo di Lù. Egli allora rinunciò al suo titolo di imperatore e Nányuè divenne uno stato sottomesso agli Han.
Gli Yuè, sotto il dominio degli Han (Han Wudi), furono sottoposti a violenze, annientati, torturati e schiavizzati per riparare e ampliare la Grande Muraglia Cinese.

### Zhào Hú
Nel 137 a.C., Zhào Tuō morì. Suo nipote Zhào Hú (趙胡) successe al re di Nányuè. Yǐng Xìng (郢興), il re di Mǐnyuè, attaccò allora Nányuè. Zhào Hú chiese all'imperatore Liu Che di inviare truppe per fermare l'attacco di Mǐnyuè. L'imperatore mandò quindi due dei suoi generali contro l'esercito di Mǐnyuè. Davanti all'avanzata degli Han verso Mǐnyuè, il fratello minore di Yǐng Xìng, Yú Shàn (餘善), uccise Yǐng Xìng e si arrese.
L'imperatore Liu Che mandò Zhuāng Zhù (莊助) a Nányuè. Zhào Hú ringraziò l'imperatore e inviò suo figlio Zhào Yīngqí (趙嬰齊) nella capitale Han, Chang'an. Anch'egli voleva andare a Chang'an, ma fu fermato dal suo ministro, nel timore che non potesse ritornare e che ciò avrebbe segnato la fine del regno. Fece dunque finta di essere malato e rimase a Nányuè. In seguito si ammalò veramente per oltre 10 anni e morì. Assunse poi il nome postumo di Wén Dì (文帝).

### Zhào Yīngqí
Zhào Yīngqí ritornò a Nányuè e successe a suo padre sul trono. Mentre era a Chang'an, aveva sposato una donna della famiglia Jiū (樛) di Handan e avuto un figlio di nome Zhào Xìng (趙興). Chiese dunque all'imperatore di nominare Jiū sua regina e Zhào Xìng suo principe ereditario. In seguito inviò il suo secondo figlio a Chang'an. Zhào Yīngqí morì con il nome postumo di Míng Wáng (明王).

### Zhào Xìng
Zhào Xìng successe come re a Zhào Yīngqí. Essendo ancora giovane, sua madre Jiū assunse il controllo del regno. Nel 113 a.C., l'imperatore mandò Ānguó Shǎojì (安國少季) a Nányuè per chiedere al re e a sua madre di fargli visita. Ānguó Shǎojì era in realtà l'amante di Jiū quando lei viveva a Chang'an. Essi ripresero la loro storia, il che portò i sudditi di Nányuè a diffidare della madre del re. Per proteggere le loro posizioni, il re e sua madre volevano che Nányuè fosse un regno all'interno dell'impero Han. Il re, sua madre e Ānguó Shǎojì tentarono di persuadere Lǚ Jiā (呂嘉) e altri ministri a seguirli, ma Lǚ Jiā resistette e andò via. La madre del re tentò di ucciderlo ma fu fermata dal re stesso.
Lǚ Jiā rifiutò di incontrare il re e progettò la ribellione. Poiché sapeva che il re non aveva intenzione di ucciderlo, per mesi il progetto non fu eseguito.

### Zhào Jiàndé
Alla fine il ministro Lǚ Jiā si ribellò, uccidendo il re e sua madre. Nominò quindi Zhào Jiàndé (趙建德), il figlio maggiore di Zhào Yīngqí, re di Nányuè. Nell'autunno del 112 a.C. l'imperatore inviò una flotta di mille navi per attaccare Nányuè. Infine, nell'inverno del 111 a.C. la capitale Pānyú cadde e molti si arresero. Lǚ Jiā e Zhào Jiàndé fuggirono sul mare ma furono presto catturati. Nányuè fu ufficialmente incorporata nell'impero Han.

## Re
| nome personale | nome personale | nome personale | nome personale | nome postumo | nome postumo | nome postumo | nome postumo | regno        |
| -------------- | -------------- | -------------- | -------------- | ------------ | ------------ | ------------ | ------------ | ------------ |
| Cinese         | Cantonese      | Pinyin         | Quốc ngữ       | Cinese       | Cantonese    | Pinyin       | Quốc ngữ     |              |
| 趙佗           | Zīu6 Tō4       | Zhào Tuó       | Triệu Đà       | 武王         | Mou5 Wōng4   | Wǔ Wáng      | Vũ Vương     | 203–137 a.C. |
| 趙眜           | Zīu6 Mūd6      | Zhào Mò        | Triệu Mạt      | 文王         | Men4 Wōng4   | Wén Wáng     | Văn Vương    | 137–122 a.C. |
| 趙嬰齊         | Zīu6 Ying1cei4 | Zhào Yīngqí    | Triệu Anh Tề   | 明王         | Ming4 Wōng4  | Míng Wáng    | Minh Vương   | 122–115 a.C. |
| 趙興           | Zīu6 Hing1     | Zhào Xìng      | Triệu Hưng     | 哀王         | Ōi1 Wōng4    | Āi Wáng      | Ai Vương     | 115–112 a.C. |
| 趙建德         | Zīu6 Gīn3deg1  | Zhào Jiàndé    | Triệu Kiến Đức | 陽王         | Yêng4 Wōng4  | Yáng Wáng    | Dương Vương  | 112–111 a.C. |

## Controversia
Tra i Vietnamiti, quella della Dinastia Zhào/Triệu è un'epoca storicamente controversa. Molti la considerano un periodo di dominazione cinese, dal momento che fu governata da un generale cinese, mentre altri la ritengono un periodo di indipendenza, perché credono che Zhào Tuō abbia in realtà finito per adottare i costumi Yuè/Việt governando spesso in aperta sfida all'imperatore Han.
La maggior parte degli annali ufficiali vietnamiti, quali il Đại Việt sử ký toàn thư, registrano la Dinastia Trieu come una dinastia vietnamita. Ci sono state opinioni dissenzienti, ma solo a partire dal XX secolo è stata ufficialmente accettata l'opinione che fossero aggressori stranieri. Oggigiorno, comunque, tutti i libri di storia ufficialmente approvati considerano la Dinastia Trieu un periodo di dominazione straniera.

## Ritrovamenti archeologici
Nel giugno del 1983, fu scoperta nel Canton la tomba di Zhào Hú. Furono ritrovati migliaia di manufatti, compresi utensili rituali in bronzo, strumenti musicali, armi, utensili agricoli, lacche, sete e gioielli di giada, oro, argento ed avorio. Ne furono trovati anche altri sepolti con il re. Inoltre, fu portato alla luce il sigillo d'oro di Wén Dì.

## Guangdong e Vietnam
Nán/Nam (南) significa "nel sud" e Yuè/Việt (越) indica "il popolo Yuè/Việt" e "il luogo del popolo Yuè/Việt". Il Nam Việt è quindi un paese meridionale nel luogo del popolo Việt.
Il carattere cinese 越 (Yuè/Việt) e la sua variante omonima 粤 (Yuè/Việt) erano usati nei tempi antichi per riferirsi al popolo o ai popoli che abitavano la Cina meridionale (vedi la voce Yue (popolo) per i dettagli). Oggi, il primo carattere si riferisce piuttosto al popolo, alla cultura e alle lingue della provincia cinese dello Zhejiang (sulla costa orientale) o del Vietnam, mentre il secondo carattere fa riferimento a quelli della provincia del Guangdong.
Dopo quasi mille anni di controllo da parte dei cinesi Han sull'area di Nányuè, il popolo del Vietnam settentrionale risultava solo in parte sinizzato, mentre le aree degli attuali Guangdong e Guangxi lo erano quasi completamente.
Il popolo del Vietnam settentrionale si staccò dalla Cina degli Han nel 938 d.C. dopo la sua vittoria sul fiume Bach Dang. Formò il proprio regno chiamandolo Đại Việt ("Il Grande Regno Việt"). Questo regno si rafforzò, espandendosi a sud e conquistando il regno di Champa (nel Vietnam centrale) e la maggior parte dell'impero Khmer (nel Vietnam meridionale), costringendo i Khmer a emigrare. Nell'Ottocento, Nguyen Anh, un re Việt, volle cambiare il nome del suo regno da Đại Việt a Nam Việt. Ma alcuni temevano che potesse essere confuso con il regno Nam Việt di Zhào Tuō, così il re invertì il nome Nam Việt e lo fece diventare Việt Nam. Il popolo Kinh delle cento tribù di Yuè forma la maggioranza dell'odierno gruppo etnico del Vietnam.
Altri antichi popoli Yue del Guangdong e del Guangxi furono assimilati, divenendo Cinesi Han.